# Tirà melancòlic
El tirà melancòlic (Tyrannus melancholicus) és una espècie d'ocell de la família dels tirànids.

## Descripció
Mesura aproximadament 20 cm i pesa al voltant de 40 g. El mascle no es diferencia de la femella pel que fa al seu plomatge, té l'abdomen d'un color groc, el pit d'un color olivàcia el coll és d'un color gris clar i el cap és de color gris.

## Distribució i hàbitat
Habita en sabanes, prop de rius, muntanyes, matolls i àrees urbanes. Es distribueix des dels Estats Units fins a l'Argentina.